# デントリペア
ペイントレスデントリペア（英: Paintless dent repair, PDR）は、自動車の修理技術のひとつ。車に出来たヘコミを板金塗装せずに、裏から特殊工具で押し出して直す技術のことをいう。
通常の板金塗装で修理する金額の半額以下で修理でき、時間も数十分で修理できることから、出張スタイルで営業している業者が多い。板金塗装すると経年変化による色あせなどの心配があるが、デントリペアはオリジナルの塗装をそのまま生かす修理方法なので、売却の際に車の修復歴になりにくい。修理できるヘコミの大きさや深さは職人の技術によって大きく異なる。
降雹によるへこみ（雹害）などは押し出しのみでは対応できない箇所も多いため、プーリング（ひっぱり）ができる職人が増えてきている。